# Laternenfische
Die Laternenfische (Myctophidae, auch "Leuchtsardinen") sind eine arten- und individuenreiche Familie kleiner Tiefseefische. Ihre Schwesterfamilie, die Laternenzüngler (Neoscopelidae), ist wesentlich artenärmer. Laternenfische leben in allen Weltmeeren; ihren Namen bekamen sie aufgrund ihrer Leuchtorgane.
Laternenfische machen zusammen mit den Borstenmäulern (Gonostomatidae) und den Stomiidae etwa 90 % der Lebendmasse aller Tiefseefische aus. Ihre gesamte Lebendmasse schätzt man auf 550–660 Millionen Tonnen. Ausgewachsene Laternenfische stellen 65 % aller Fische im Mesopelagial, bei Planktonfängen haben die Larven der Laternenfische einen Anteil von 50 % unter allen Fischlarven.
Bei Südafrika, in subantarktischen Gewässern sowie im Golf von Oman werden Laternenfische kommerziell gefischt.

## Aussehen

Anatomie der Laternenfische am Beispiel von Lampanyctodes hectoris ((1) – Kiemendeckel, (2) – Seitenlinie, (3) – Rückenflosse, (4) – Fettflosse, (5) – Schwanzstiel, (6) – Schwanzflosse, (7) – Afterflosse, (8) – Leuchtorgane, (9) – Bauchflossen (paarig), (10) – Brustflossen (paarig))

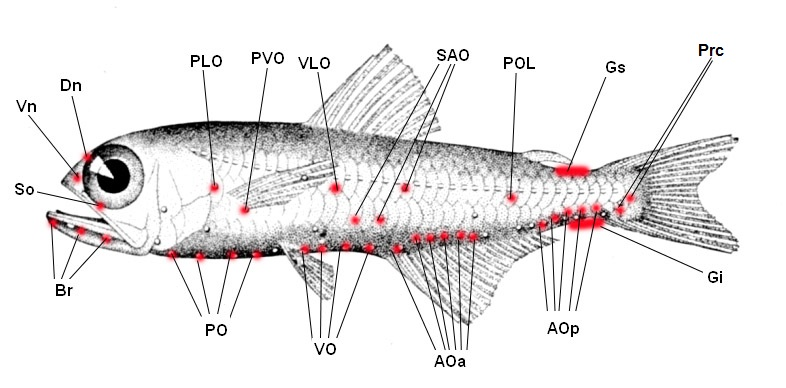
Verteilung der Leuchtorgane am Beispiel von Hygophum hygomii

Laternenfische haben einen kleinen schlanken Körper, der von kleinen cykloiden Schuppen bedeckt ist, einen relativ großen, runden Kopf und ein großes Maul. Sie erreichen eine Größe von 4 bis 28 cm.
Die Tiere haben eine einzelne hohe Rückenflosse und eine Fettflosse, die Schwanzflosse ist gegabelt. Die Brustflossen haben normalerweise acht Strahlen. Sie können groß oder klein oder degeneriert sein, bei einigen Arten fehlen sie vollständig.
Die meisten Laternenfische haben eine Schwimmblase. Sie wird bei einigen Arten während des Wachstums zurückgebildet oder mit Lipiden gefüllt. Die Seitenlinie ist durchgehend.
Alle Arten, bis auf Taaningichthys paurolychnus, haben blaues, grünes oder gelbes Licht ausstrahlende Leuchtorgane in Reihen entlang des Körpers und auf dem Kopf. Bei der Gattung Diaphus z. B. befinden sich scheinwerferähnliche Leuchtorgane in der Nähe der Augen. Einige Arten haben auch an der Unterseite der Flossen Leuchtorgane. Teilweise unterscheiden sich auch die Geschlechter an der Anordnung der Leuchtorgane. Man nimmt an, dass die Leuchtorgane bei der Partnerwerbung und beim Zusammenhalt des Schwarms eine Rolle spielen.

## Ökologie
Laternenfische machen eine Vertikalwanderung. Während des Tages bleiben die meisten Arten in der dunklen bathypelagischen Zone in Tiefen von 300 bis 1200 Meter. Bei Sonnenuntergang beginnen die Tiere auf 10 bis 100 Meter aufzusteigen. Sie folgen dabei der Wanderung des Zooplankton, von dem sie sich ernähren. Bei Tagesanbruch schwimmen sie wieder in die Tiefe. Die verschiedenen Arten halten sich in unterschiedlichen Tiefen auf. Es kann auch je nach Lebensalter, Geschlecht, Jahreszeit oder dem Breitengrad des Lebensraums zu einer unterschiedlichen Vertikalwanderung kommen.
Die meisten Arten bleiben in der Nähe zur Küste und halten sich über den Kontinentalhängen auf.
Die Laternenfischschwärme sind auf Echolotbildern sichtbar und sorgten früher unter Ozeanographen für Verwirrung, weil sie die Schwärme für den Meeresboden hielten.
Laternenfische sind für Kalmare, andere Tiefseefische, große pelagische Fische wie Thunfisch und Haie, Seevögel, Pinguine, Wale und Delfine eine wichtige Nahrungsquelle.

## Fortpflanzung

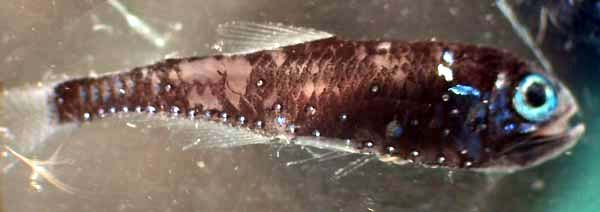
Larve eines Laternenfisches

Laternenfische laichen pelagisch im freien Wasser. Die kleinen Eier (0,70–0,90 Millimeter im Durchmesser) werden durch ein Öltröpfchen in der Schwebe gehalten. Eier und die zwei Millimeter großen Larven treiben mit der Strömung. Laternenfischlarven halten sich in flacherem Wasser auf als die erwachsenen Tiere.
Kleinere Arten wie Diogenichthys laternatus verdoppeln ihre Population innerhalb von 15 Monaten. Größere Arten brauchen dazu bis zu fünf Jahre. Benthosema glaciale, eine größere Art, erreicht die Geschlechtsreife erst mit 2–3 Jahren und kann bis zu acht Jahre alt werden.

## Systematik
Es gibt fünf Unterfamilien, 34 Gattungen und etwa 250 Arten:
Bei den Arten der Unterfamilie Myctophinae sind die Leuchtorgane auf dem Schwanzstiel überwiegend dimorph. Sie haben festere Körper, ein abgerundetes, glattes Kopfprofil, kürzere Kiefer, große Augen und leben meist in nicht so tiefen Wasserschichten wie die Arten der anderen Unterfamilie. Bei den Arten der anderen Unterfamilien sind die Leuchtorgane auf dem Schwanzstiel überwiegend monomorph. Sie leben meist tiefer als die Arten der Unterfamilie Myctophinae, haben längere Kiefer und schlaffere Körper.
- Unterfamilie Diaphinae, 1972
  - Gattung Diaphus
    - Diaphus adenomus Gilbert, 1905
    - Diaphus aliciae Fowler, 1934
    - Diaphus anderseni Tåning, 1932

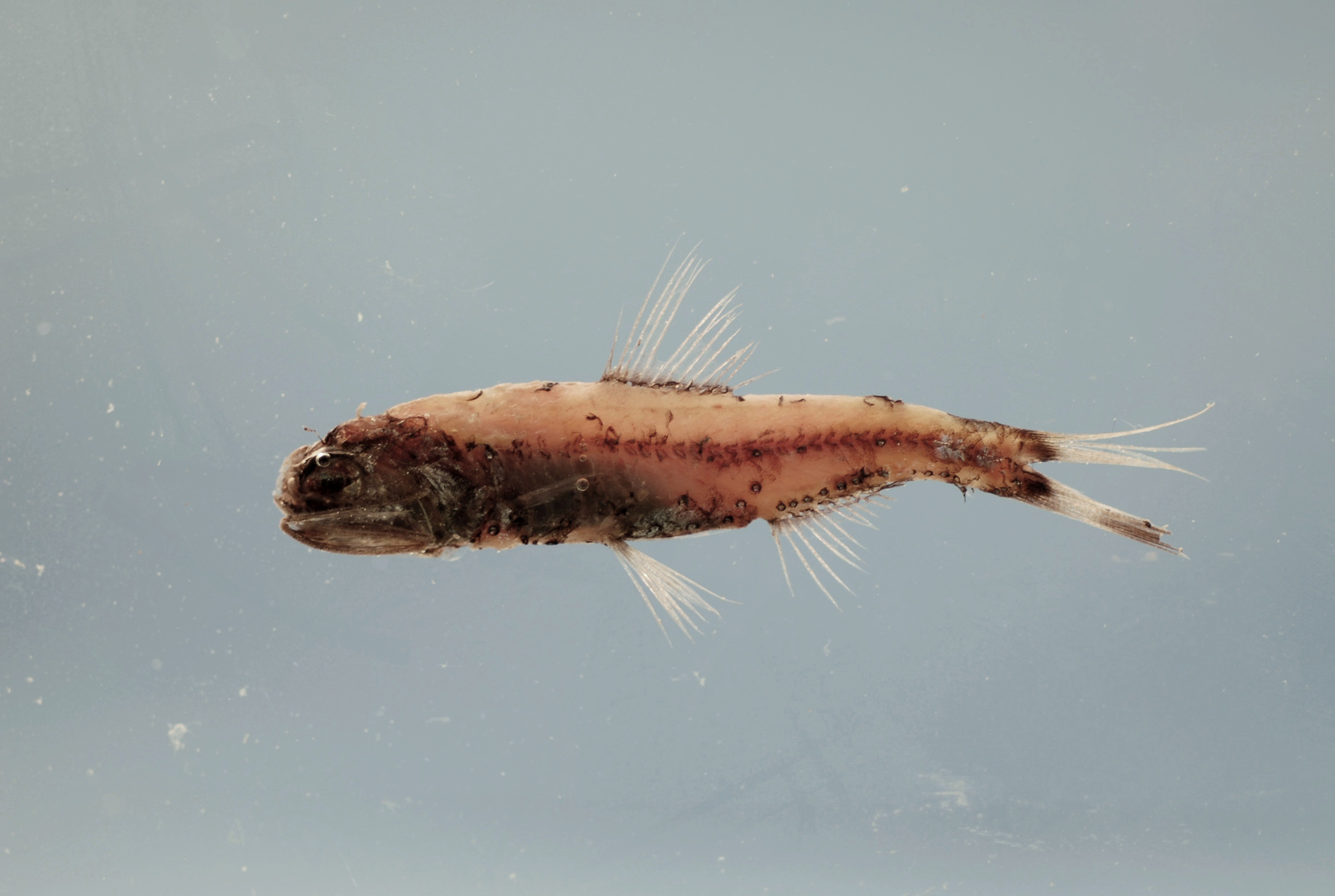
Diaphus adenomus

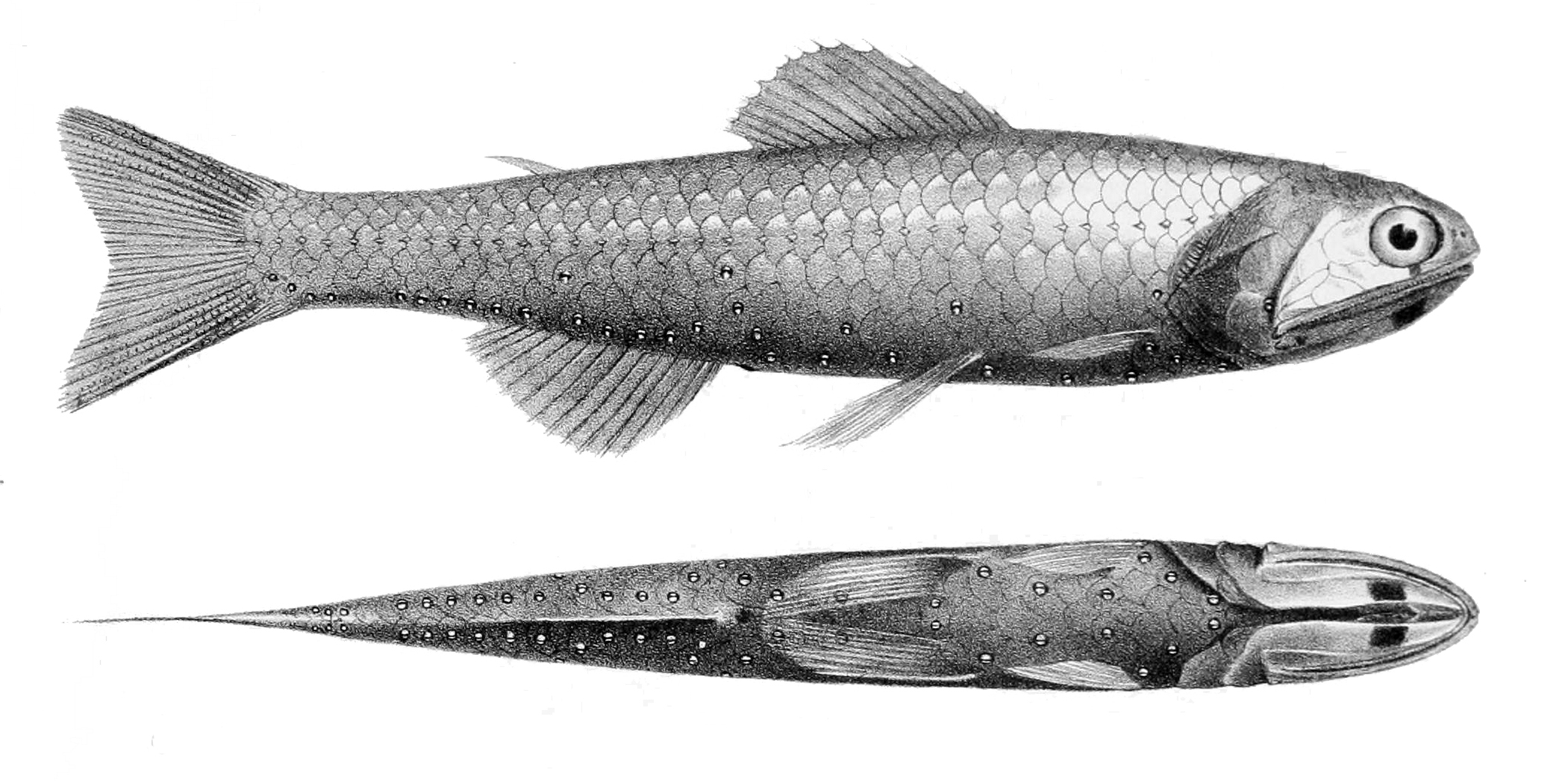
Diaphus coeruleus

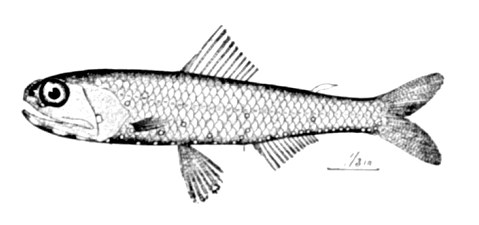
Diaphus dumerilii

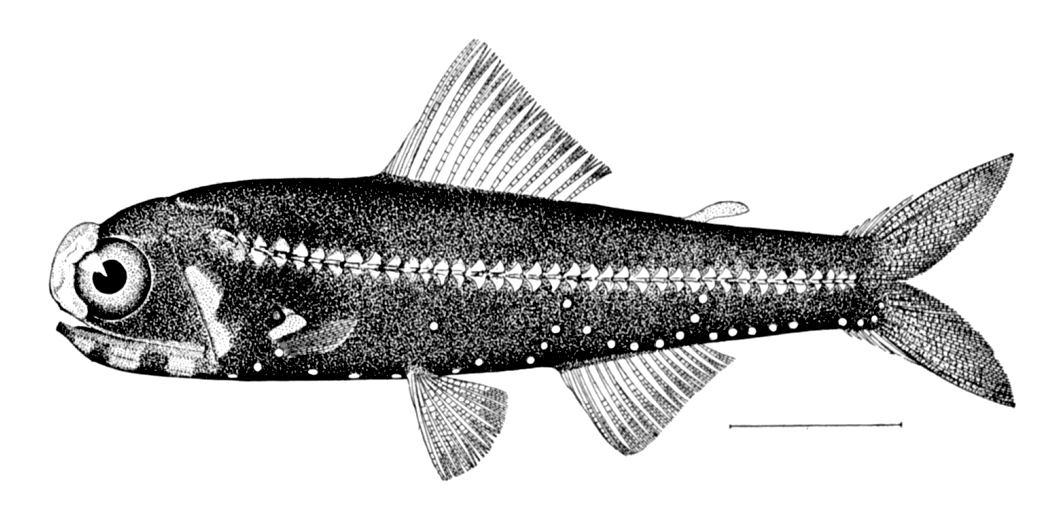
Diaphus effulgens

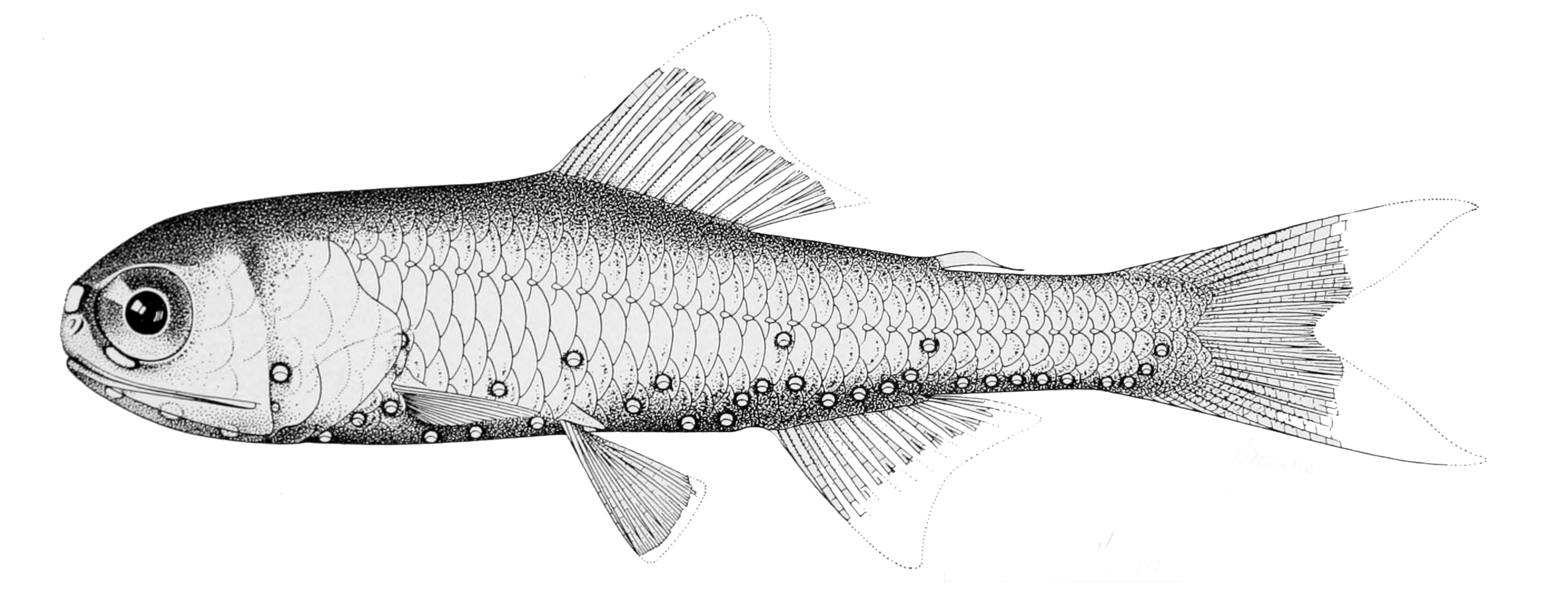
Diaphus fulgens

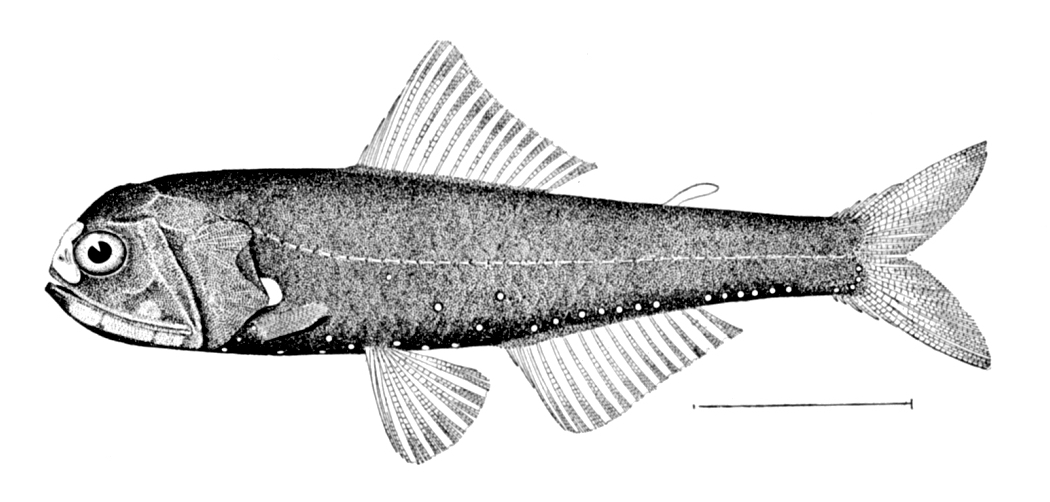
Diaphus lucidus

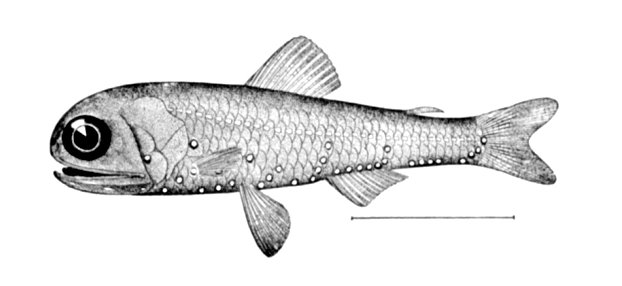
Diaphus rafinesquii

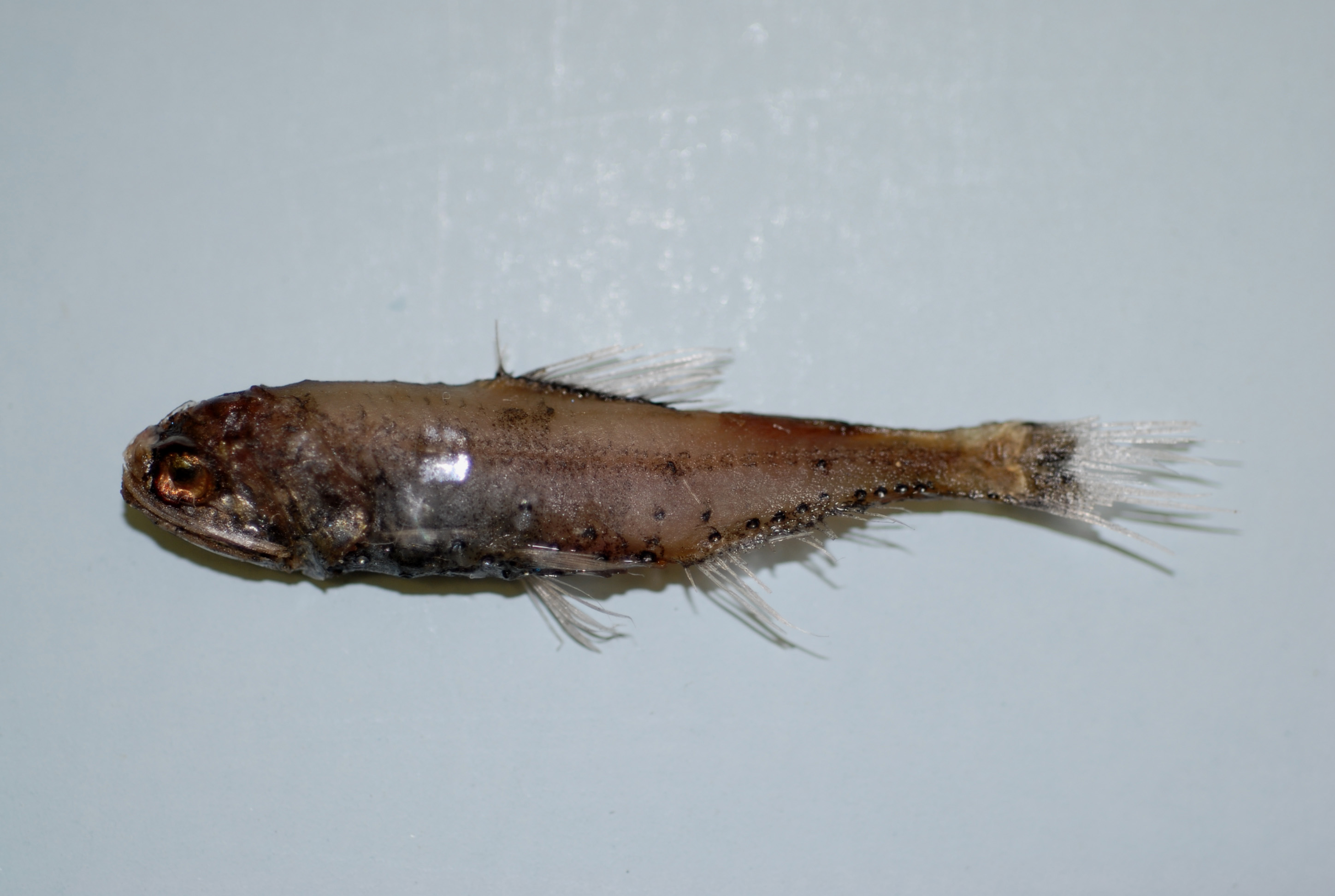
Diaphus splendidus

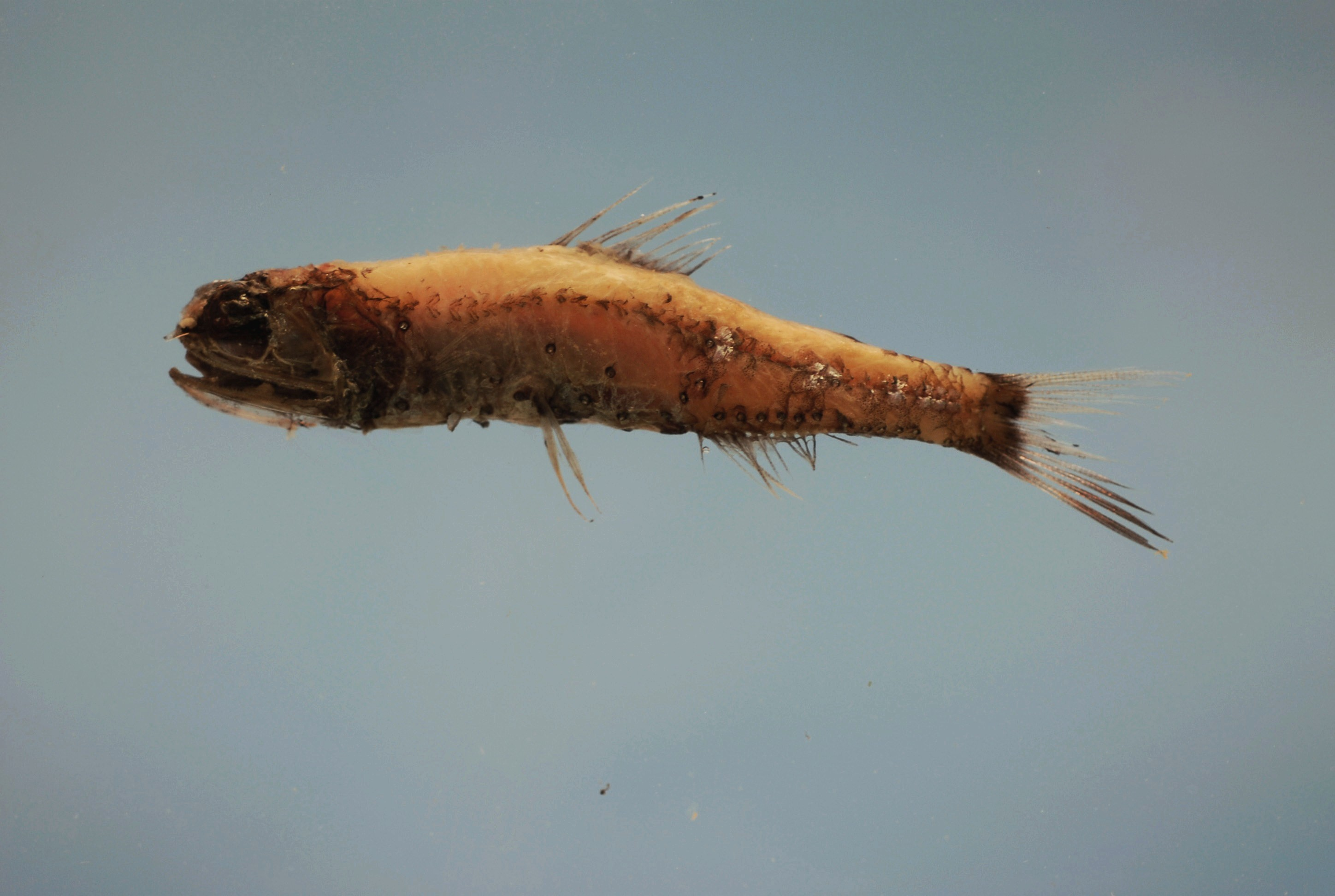
Diaphus termophilus

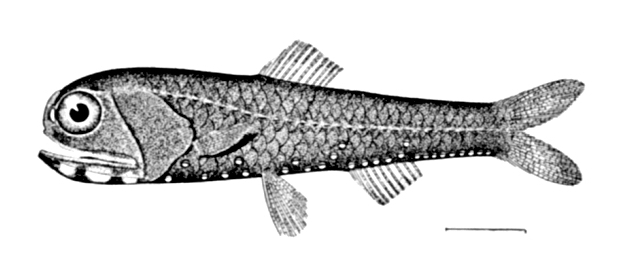
Diaphus theta

    - Diaphus antonbruuni Nafpaktitis, 1978
    - Diaphus arabicus Nafpaktitis, 1978
    - Diaphus basileusi Becker & Prut'ko, 1984
    - Diaphus bertelseni Nafpaktitis, 1966
    - Diaphus brachycephalus Tåning, 1928
    - Diaphus burtoni Fowler, 1934
    - Diaphus chrysorhynchus Gilbert & Cramer, 1897
    - Diaphus coeruleus Klunzinger, 1871
    - Diaphus confusus Becker, 1992
    - Diaphus dahlgreni Fowler, 1934
    - Diaphus danae Tåning, 1932
    - Diaphus dehaveni Fowler, 1934
    - Diaphus diadematus Tåning, 1932
    - Diaphus diademophilus Nafpaktitis, 1978
    - Diaphus drachmanni Tåning, 1932
    - Diaphus dumerilii Bleeker, 1856
    - Diaphus effulgens Goode & Bean, 1896
    - Diaphus ehrhorni Fowler, 1934
    - Diaphus faustinoi Fowler, 1934
    - Diaphus fragilis Tåning, 1928
    - Diaphus fulgens Brauer, 1904
    - Diaphus garmani Gilbert, 1906
    - Diaphus gigas Gilbert, 1913
    - Diaphus handi Fowler, 1934
    - Diaphus holti Tåning, 1918
    - Diaphus hudsoni Zurbrigg & Scott, 1976
    - Diaphus impostor Nafpaktitis, Robertson & Paxton, 1995
    - Diaphus jenseni Tåning, 1932
    - Diaphus kapalae Nafpaktitis, Robertson & Paxton, 1995
    - Diaphus knappi Nafpaktitis, 1978
    - Diaphus kora Nafpaktitis, Robertson & Paxton, 1995
    - Diaphus kuroshio Kawaguchi & Nafpaktitis, 1978
    - Diaphus lobatus Nafpaktitis, 1978
    - Diaphus longleyi Fowler, 1934
    - Diaphus lucidus Goode & Bean, 1896
    - Diaphus lucifrons Fowler, 1934
    - Diaphus luetkeni Brauer, 1904
    - Diaphus malayanus Weber, 1913
    - Diaphus mascarensis Becker, 1990
    - Diaphus meadi Nafpaktitis, 1978
    - Diaphus megalops Nafpaktitis, 1978
    - Punktkopf-Laternenfisch (Diaphus metopoclampus) Cocco, 1829
    - Diaphus minax Nafpaktitis, 1968
    - Diaphus mollis Tåning, 1928
    - Diaphus nielseni Nafpaktitis, 1978
    - Diaphus ostenfeldi Tåning, 1932
    - Diaphus pacificus Parr, 1931
    - Diaphus pallidus Gjøsaeter, 1989
    - Diaphus parini Becker, 1992
    - Diaphus parri Tåning, 1932
    - Diaphus perspicillatus Ogilby, 1898
    - Diaphus phillipsi Fowler, 1934
    - Diaphus problematicus Parr, 1928
    - Diaphus rafinesquii Cocco, 1838
    - Diaphus regani Tåning, 1932
    - Diaphus richardsoni Tåning, 1932
    - Diaphus roei Nafpaktitis, 1974
    - Diaphus sagamiensis Gilbert, 1913
    - Diaphus schmidti Tåning, 1932
    - Diaphus signatus Gilbert, 1908
    - Diaphus similis Wisner, 1974
    - Diaphus splendidus Brauer, 1904
    - Diaphus suborbitalis Weber, 1913
    - Diaphus subtilis Nafpaktitis, 1968
    - Diaphus taaningi Norman, 1930
    - Diaphus termophilus Tåning, 1928
    - Diaphus theta Eigenmann & Eigenmann, 1890
    - Diaphus thiollierei Fowler, 1934
    - Diaphus trachops Wisner, 1974
    - Diaphus umbroculus Fowler, 1934
    - Diaphus vanhoeffeni Brauer, 1906
    - Diaphus watasei Jordan & Starks, 1904
    - Diaphus whitleyi Fowler, 1934
    - Diaphus wisneri Nafpaktitis, Robertson & Paxton, 1995

  - Gattung Idiolychnus
    - Idiolychnus urolampus Gilbert & Cramer, 1897

  - Gattung LobianchiaLobianchia dofleini

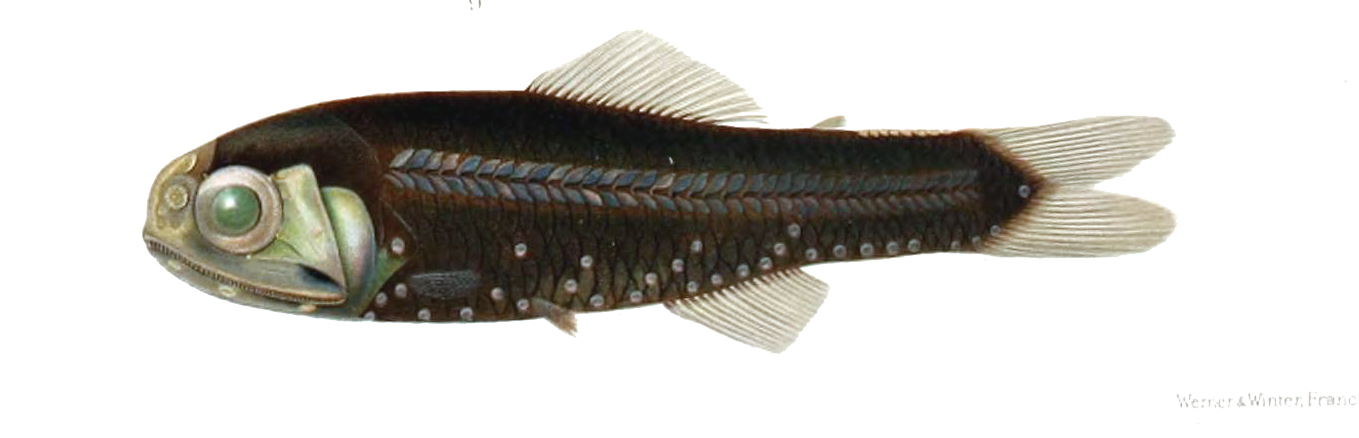
Lobianchia dofleini

    - Lobianchia dofleini Zugmayer, 1911
    - Lobianchia gemellarii Cocco, 1838

- Unterfamilie Gymnoscopelinae Paxton, 1972
  - Gattung GymnoscopelusGymnoscopelus piabilis

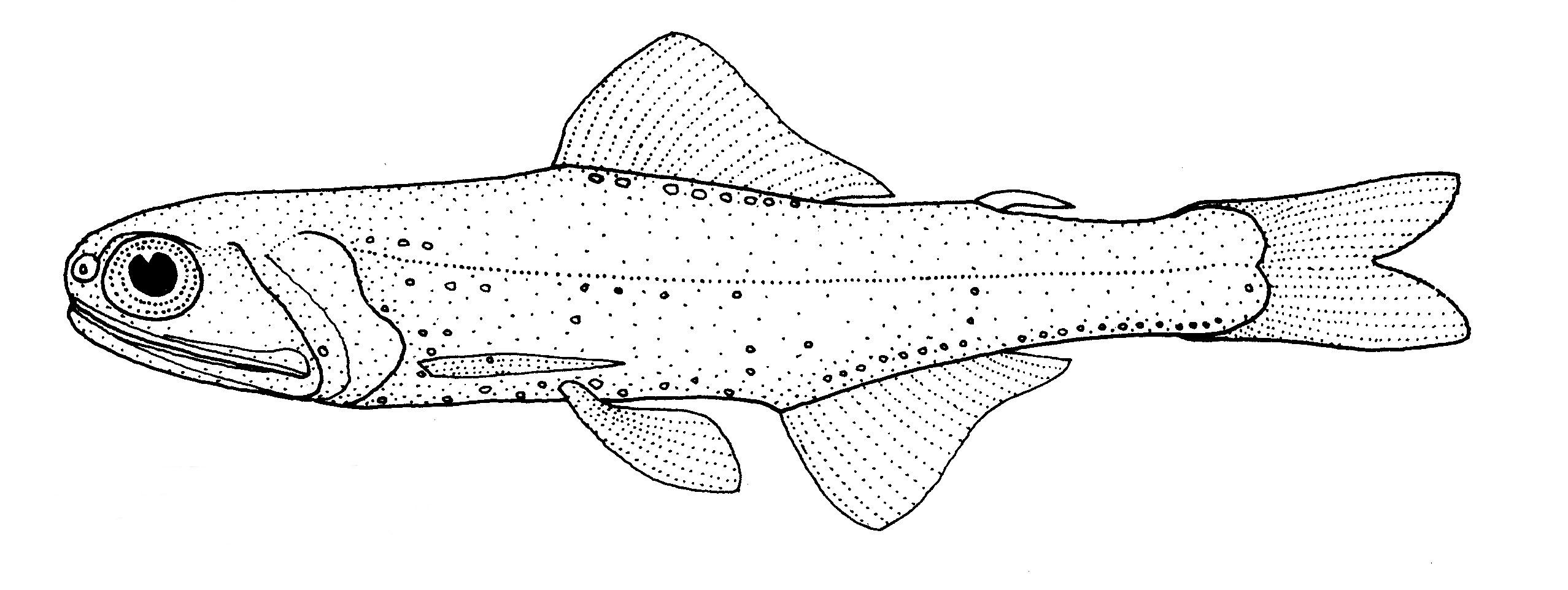
Gymnoscopelus piabilis

    - Gymnoscopelus bolini Andriashev, 1962
    - Gymnoscopelus braueri Lönnberg, 1905
    - Gymnoscopelus fraseri Fraser-Brunner, 1931
    - Gymnoscopelus hintonoides Hulley, 1981
    - Gymnoscopelus microlampas Hulley, 1981
    - Gymnoscopelus nicholsi Gilbert, 1911
    - Gymnoscopelus opisthopterus Fraser-Brunner, 1949
    - Gymnoscopelus piabilis Whitley, 1931

  - Gattung Hintonia
    - Hintonia candens Fraser-Brunner, 1949

  - Gattung LampanyctodesLampanyctodes hectoris

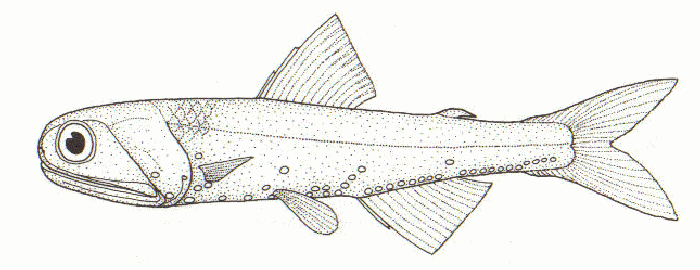
Lampanyctodes hectoris

    - Lampanyctodes hectoris Günther, 1876

  - Gattung Lampichthys
    - Lampichthys procerus Brauer, 1904

  - Gattung NotoscopelusNotoscopelus caudispinosusKrøyers Laternenfisch (Notoscopelus kroyeri)

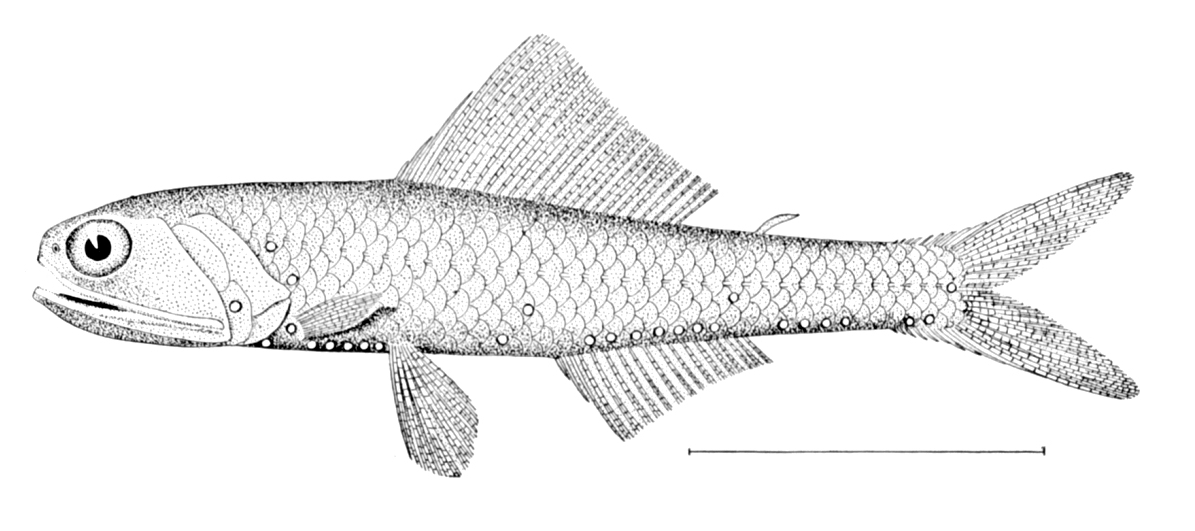
Notoscopelus caudispinosus

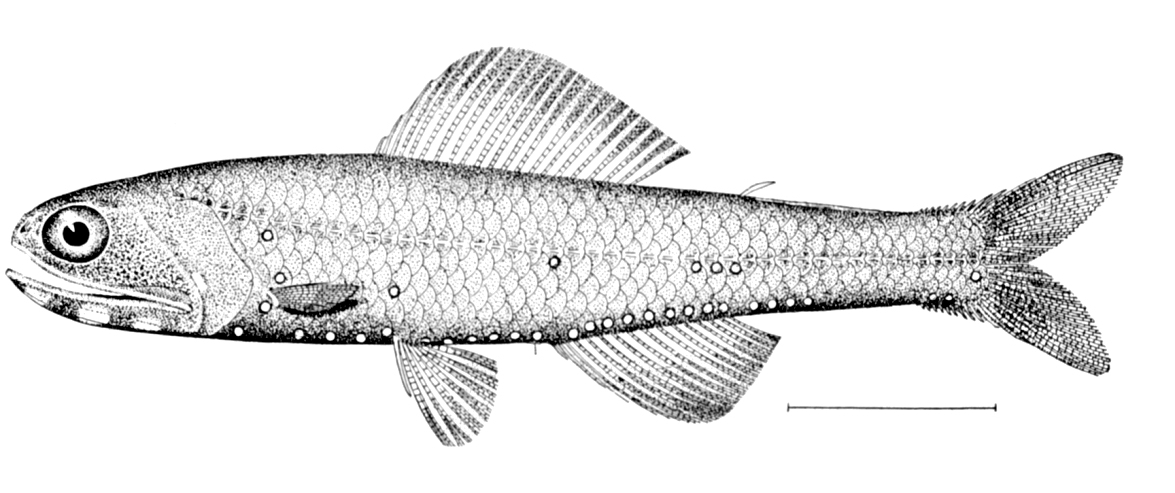
Krøyers Laternenfisch (Notoscopelus kroyeri)

    - Notoscopelus bolini Nafpaktitis, 1975
    - Notoscopelus caudispinosus Johnson, 1863
    - Notoscopelus elongatus Costa, 1844
    - Notoscopelus japonicus Tanaka, 1908
    - Krøyers Laternenfisch (Notoscopelus kroyeri) Malm, 1861
    - Notoscopelus resplendens Richardson, 1845

  - Gattung Scopelopsis
    - Scopelopsis multipunctatus Brauer, 1906

- Unterfamilie Notolychninae Paxton, 1972
  - Gattung Notolychnus
    - Notolychnus valdiviae Brauer, 1904

- Unterfamilie Lampanyctinae Paxton, 1972
  - Gattung BolinichthysBolinichthys photothorax

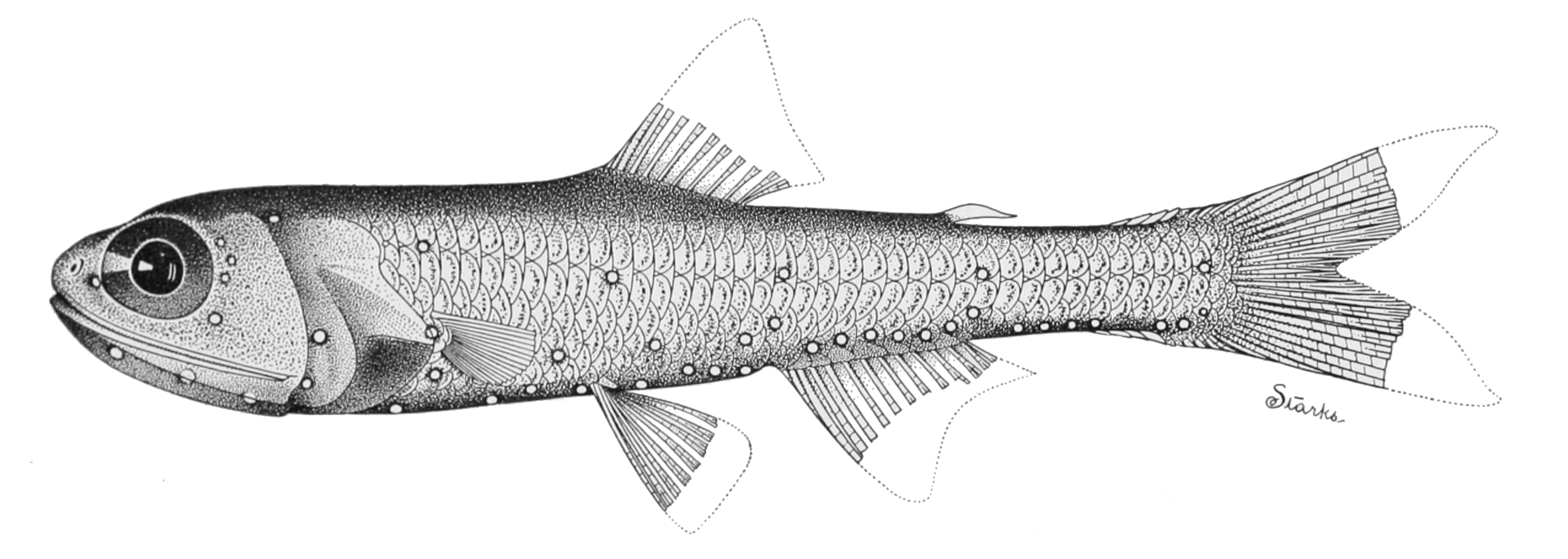
Bolinichthys photothorax

    - Bolinichthys distofax Johnson, 1975
    - Bolinichthys indicus Nafpaktitis & Nafpaktitis, 1969
    - Bolinichthys longipes Brauer, 1906
    - Bolinichthys nikolayi Becker, 1978
    - Bolinichthys photothorax Parr, 1928
    - Bolinichthys pyrsobolus Alcock, 1890
    - Bolinichthys supralateralis Parr, 1928

  - Gattung CeratoscopelusCeratoscopelus warmingii

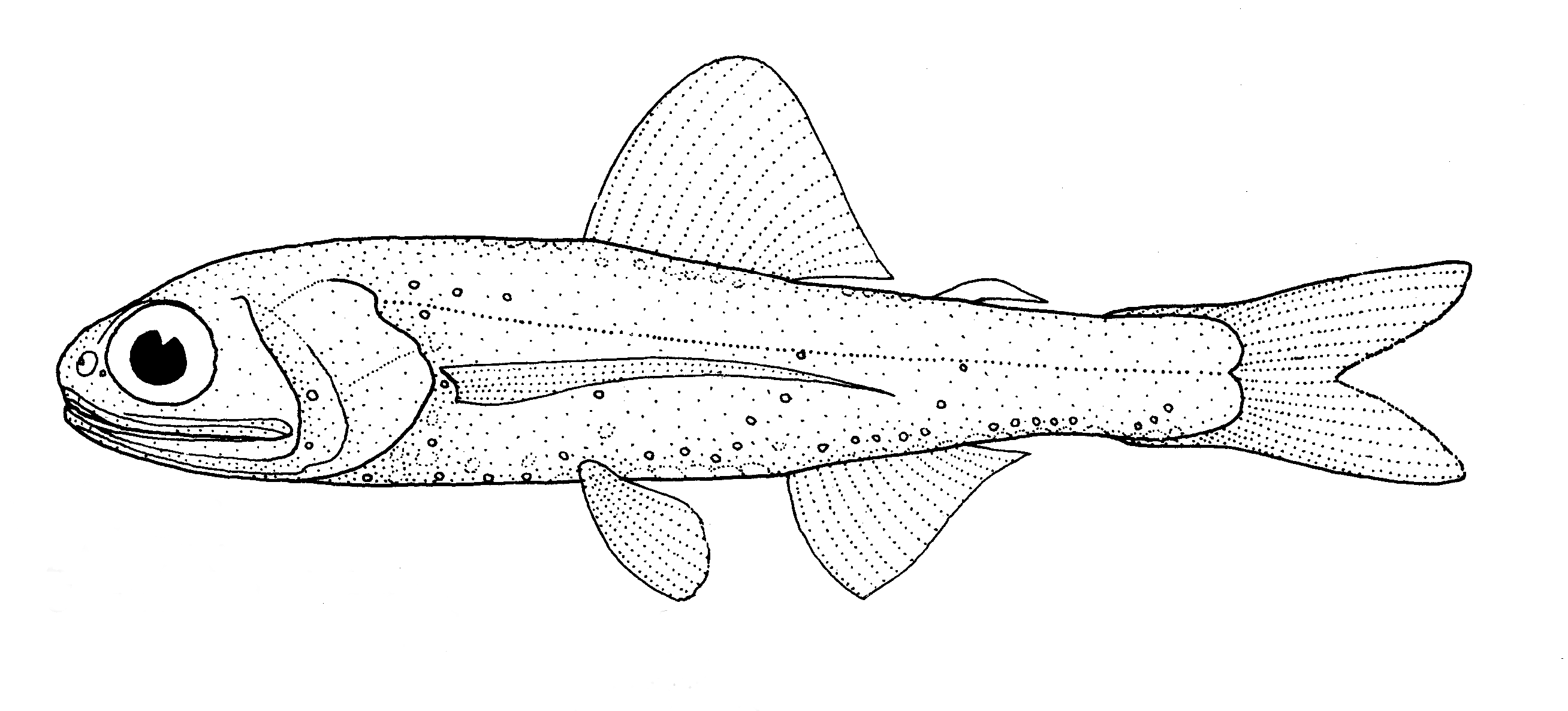
Ceratoscopelus warmingii

    - Ceratoscopelus maderensis Lowe, 1839
    - Ceratoscopelus townsendi Eigenmann & Eigenmann, 1889
    - Ceratoscopelus warmingii Lütken, 1892

  - Gattung LampadenaLampadena luminosa
    - Lampadena anomala Parr, 1928
    - Lampadena chavesi Collett, 1905

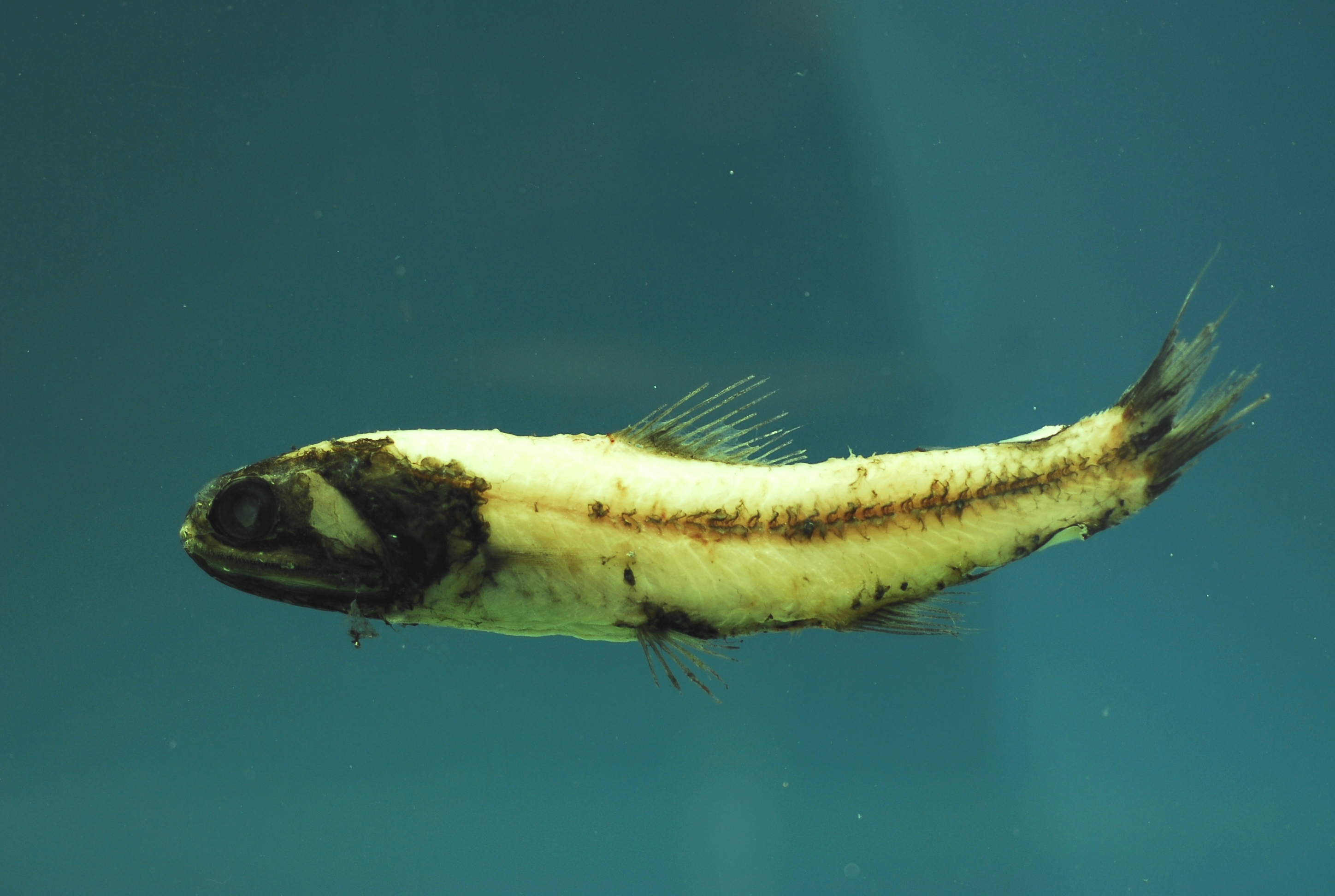
Lampadena luminosa

    - Lampadena dea Fraser-Brunner, 1949
    - Lampadena luminosa Garman, 1899
    - Lampadena notialis Nafpaktitis & Paxton, 1968
    - Lampadena pontifex Krefft, 1970
    - Lampadena speculigera Goode & Bean, 1896
    - Lampadena urophaos Paxton, 1963
    - Lampadena yaquinae Coleman & Nafpaktitis, 1972

  - Gattung Lampanyctus, Syn.: NannobrachiumLampanyctus alatusLampanyctus crocodilusLampanyctus nigrum

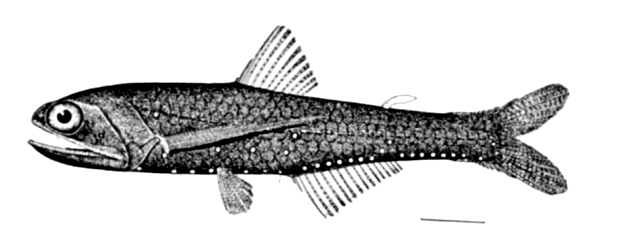
Lampanyctus alatus

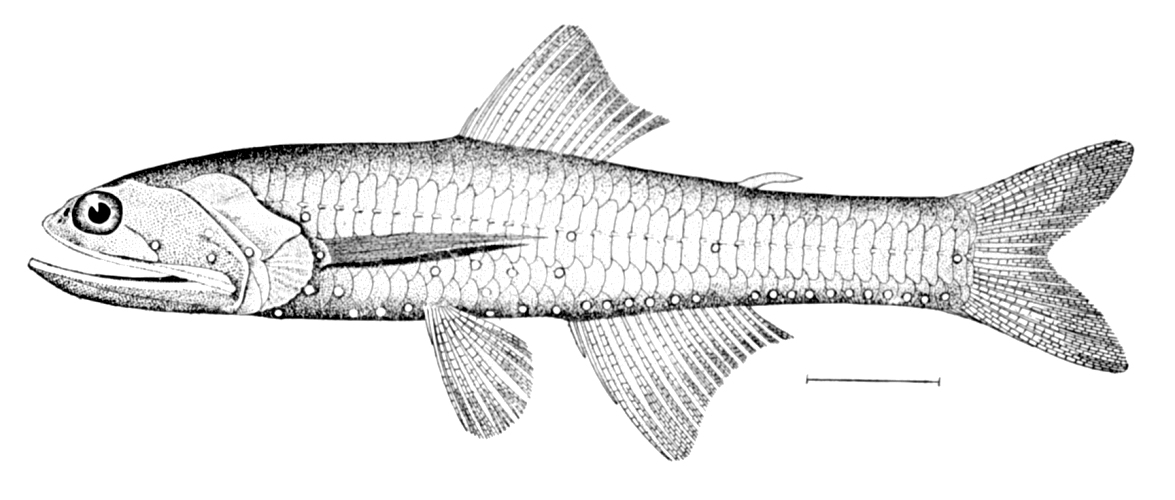
Lampanyctus crocodilus

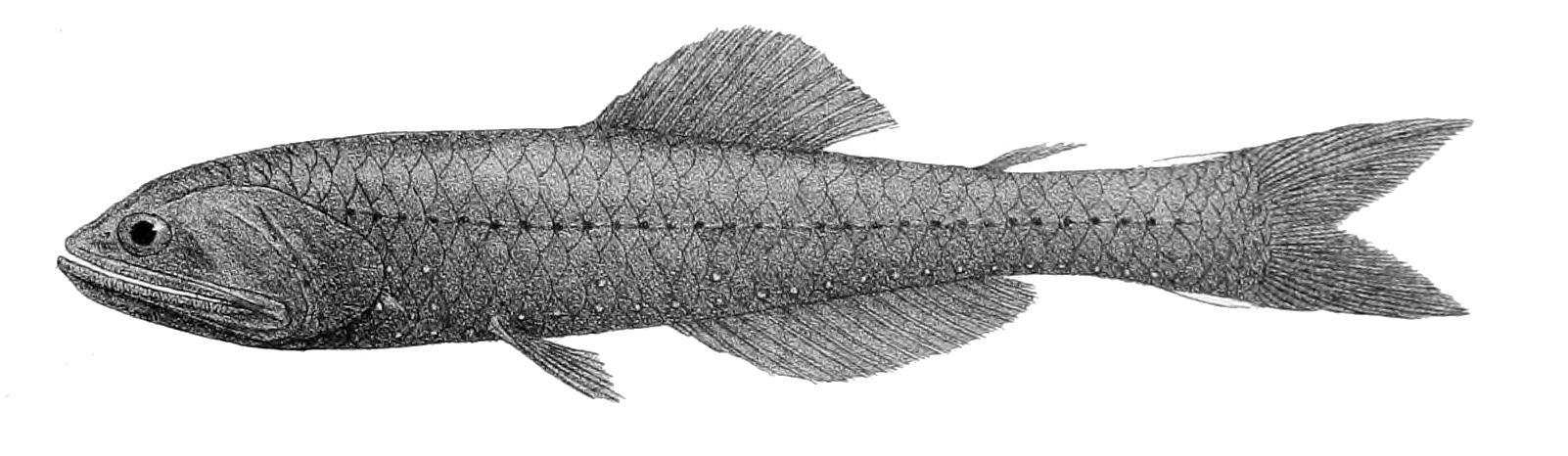
Lampanyctus nigrum

    - Lampanyctus acanthurus Wisner, 1974
    - Lampanyctus achirus (Andriashev, 1962)
    - Lampanyctus alatus Goode & Bean, 1896
    - Lampanyctus atrum (Tåning, 1928)
    - Lampanyctus australis Tåning, 1932
    - Lampanyctus bristori (Zahuranec, 2000)
    - Lampanyctus crocodilus (Risso, 1810)
    - Lampanyctus crypticum (Zahuranec, 2000)
    - Lampanyctus cuprarium (Tåning, 1928)
    - Lampanyctus fernae (Wisner, 1971)
    - Lampanyctus festivus Tåning, 1928
    - Lampanyctus gibbsi (Zahuranec, 2000)
    - Lampanyctus hawaiiensis (Zahuranec, 2000)
    - Lampanyctus hubbsi Wisner, 1963
    - Lampanyctus idostigma (Parr, 1931)
    - Lampanyctus indicum (Zahuranec, 2000)
    - Lampanyctus intricarius Tåning, 1928
    - Lampanyctus isaacsi (Wisner, 1974)
    - Lampanyctus iselinoides Bussing, 1965
    - Lampanyctus jordani Gilbert, 1913
    - Lampanyctus lepidolychnus Becker, 1967
    - Lampanyctus lineatum (Tåning, 1928)
    - Lampanyctus macdonaldi (Goode & Bean, 1896)
    - Lampanyctus macropterus (Brauer, 1904)
    - Lampanyctus nigrum (Günther, 1887)
    - Lampanyctus nobilis Tåning, 1928
    - Lampanyctus omostigma Gilbert, 1908
    - Lampanyctus parvicauda Parr, 1931
    - Lampanyctus photonotus Parr, 1928
    - Lampanyctus phyllisae (Zahuranec, 2000)
    - Lampanyctus pusillus (Johnson, 1890)
    - Lampanyctus regale (Gilbert, 1892)
    - Lampanyctus ritteri (Gilbert, 1915)
    - Lampanyctus simulator Wisner, 1971
    - Lampanyctus steinbecki Bolin, 1939
    - Lampanyctus tenuiformis (Brauer, 1906)
    - Lampanyctus turneri (Fowler, 1934)
    - Lampanyctus vadulus Hulley, 1981
    - Lampanyctus wisneri (Zahuranec, 2000)

  - Gattung LepidophanesLepidophanes guentheri

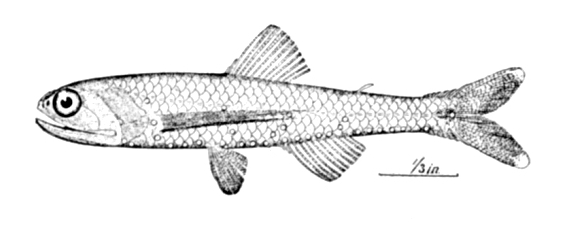
Lepidophanes guentheri

    - Lepidophanes gaussi Brauer, 1906
    - Lepidophanes guentheri Goode & Bean, 1896

  - Gattung Parvilux
    - Parvilux boschmai Hubbs & Wisner, 1964
    - Parvilux ingens Hubbs & Wisner, 1964

  - Gattung Stenobrachius
    - Stenobrachius leucopsarus Eigenmann & Eigenmann, 1890
    - Stenobrachius nannochir Gilbert, 1890

  - Gattung Taaningichthys
    - Taaningichthys bathyphilus Tåning, 1928
    - Taaningichthys minimus Tåning, 1928
    - Taaningichthys paurolychnus Davy, 1972

  - Gattung Triphoturus
    - Triphoturus mexicanus Gilbert, 1890
    - Triphoturus nigrescens Brauer, 1904
    - Triphoturus oculeum Garman, 1899

- Unterfamilie Myctophinae
  - Gattung BenthosemaEislaternenfisch (Benthosema glaciale)

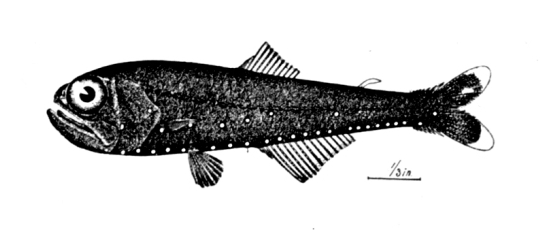
Eislaternenfisch (Benthosema glaciale)

    - Benthosema fibulatum Gilbert & Cramer, 1897
    - Eislaternenfisch (Benthosema glaciale) Reinhardt, 1837
    - Benthosema panamense Tåning, 1932
    - Benthosema pterotum Alcock, 1890
    - Benthosema suborbitale Gilbert, 1913

  - Gattung CentrobranchusCentrobranchus andreae

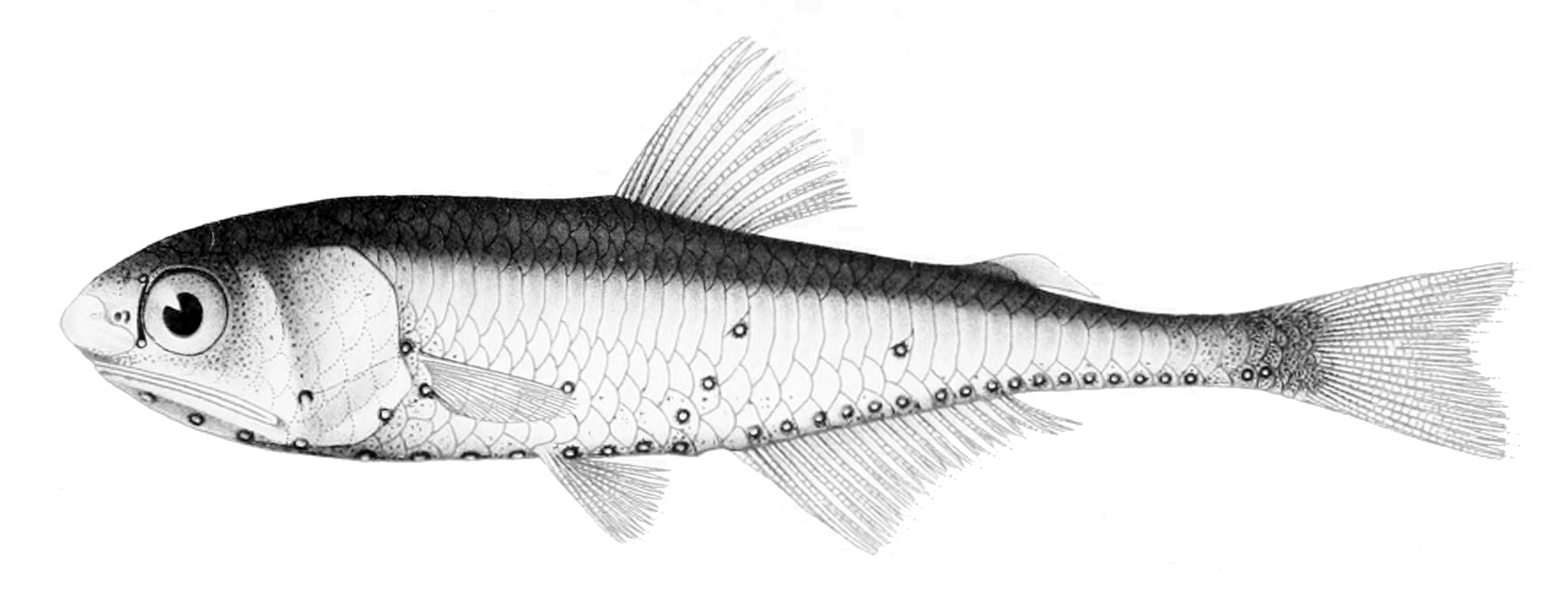
Centrobranchus andreae

    - Centrobranchus andreae Lütken, 1892
    - Centrobranchus brevirostris Becker, 1964
    - Centrobranchus choerocephalus Fowler, 1904
    - Centrobranchus nigroocellatus Günther, 1873

  - Gattung Ctenoscopelus
    - Ctenoscopelus phengodes (Lütken, 1892)

  - Gattung Dasyscopelus
    - Dasyscopelus asperum (Richardson, 1845)
    - Dasyscopelus orientale (Gilbert, 1913)
    - Dasyscopelus spinosum (Steindachner, 1867)

  - Gattung Diogenichthys
    - Diogenichthys atlanticus Tåning, 1928
    - Diogenichthys laternatus Garman, 1899
    - Diogenichthys panurgus Bolin, 1946

  - Gattung ElectronaElectrona antarctica

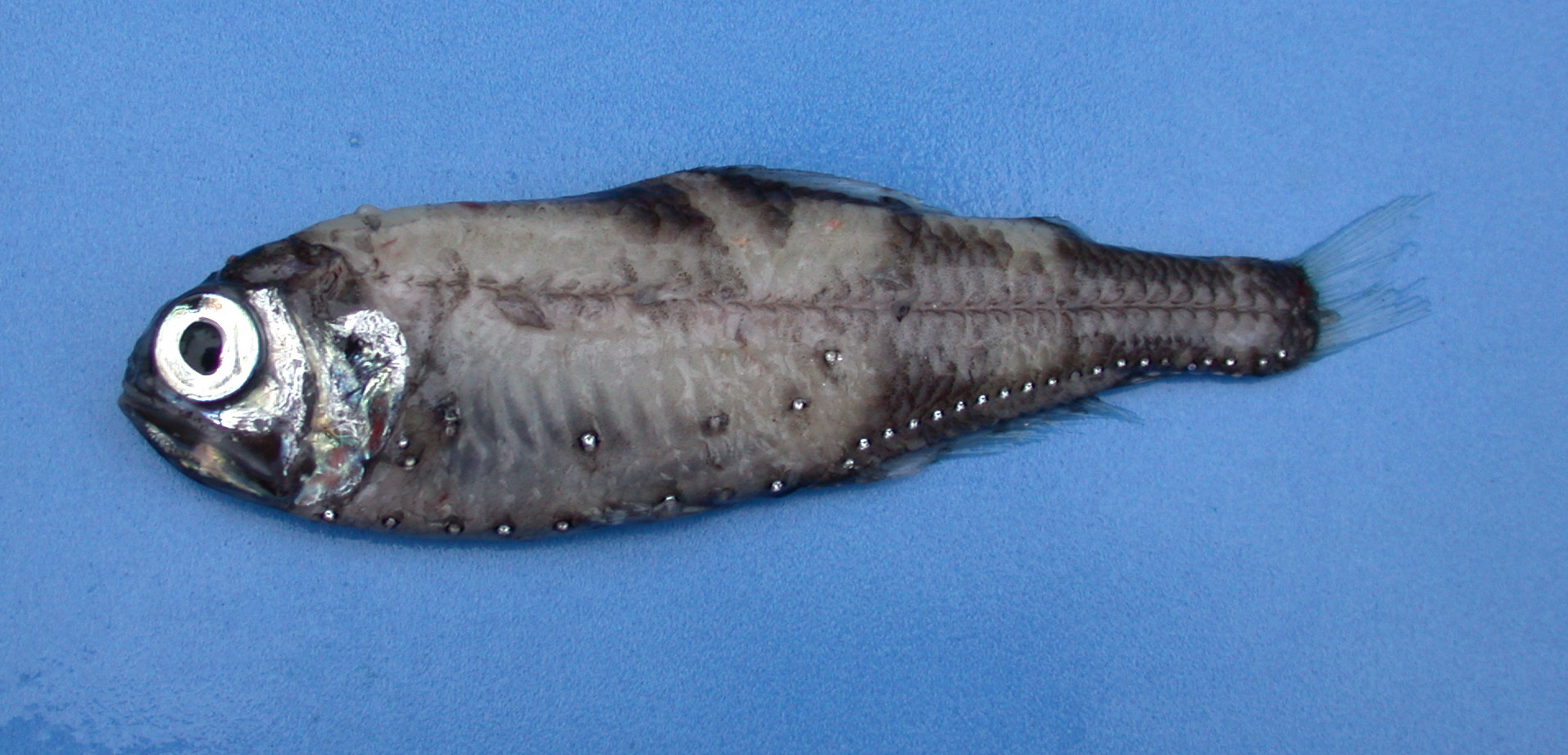
Electrona antarctica

    - Electrona antarctica Günther, 1878
    - Electrona carlsbergi Tåning, 1932
    - Electrona paucirastra Bolin, 1962
    - Electrona risso Cocco, 1829
    - Electrona subaspera Günther, 1864

  - Gattung GonichthysGonichthys cocco

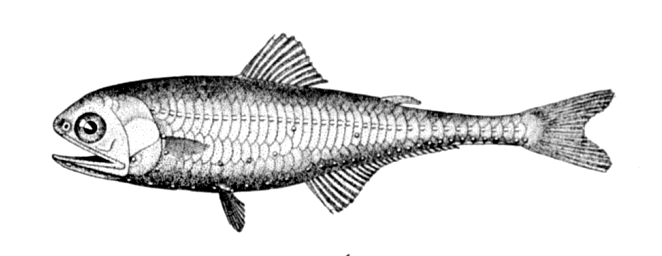
Gonichthys cocco

    - Gonichthys barnesi Whitley, 1943
    - Gonichthys cocco Cocco, 1829
    - Gonichthys tenuiculus Garman, 1899
    - Gonichthys venetus Becker, 1964

  - Gattung HygophumHygophum benoiti
    - Hygophum atratum Garman, 1899
    - Hygophum benoiti Cocco, 1838
    - Hygophum bruuni Wisner, 1971
    - Hygophum hanseni Tåning, 1932
    - Hygophum hygomii Lütken, 1892

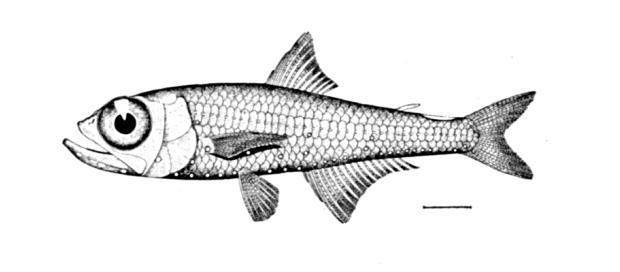
Hygophum benoiti

    - Hygophum macrochir Günther, 1864
    - Hygophum proximum Becker, 1965
    - Hygophum reinhardtii Lütken, 1892
    - Hygophum taaningi Becker, 1965

  - Gattung Krefftichthys
    - Krefftichthys anderssoni Lönnberg, 1905

  - Gattung Loweina
    - Loweina interrupta Tåning, 1928
    - Loweina rara Lütken, 1892
    - Loweina terminata Becker, 1964

  - Gattung Metelectrona
    - Metelectrona ahlstromi Wisner, 1963
    - Metelectrona herwigi Hulley, 1981
    - Metelectrona ventralis Becker, 1963

  - Gattung MyctophumMyctophum obtusirostreSchlankschwänziger Laternenfisch (Myctophum punctatum)
    - Myctophum affine Lütken, 1892

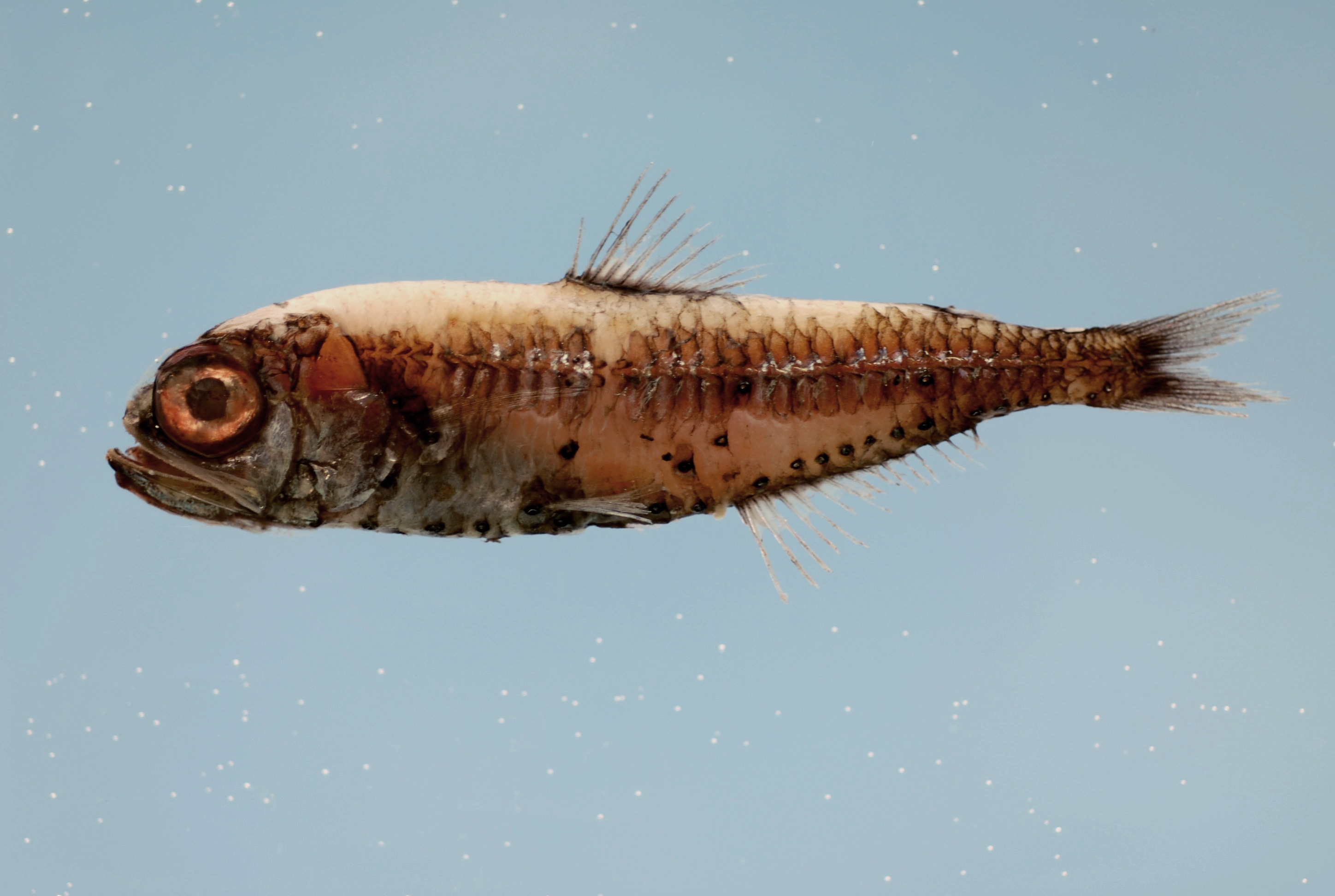
Myctophum obtusirostre

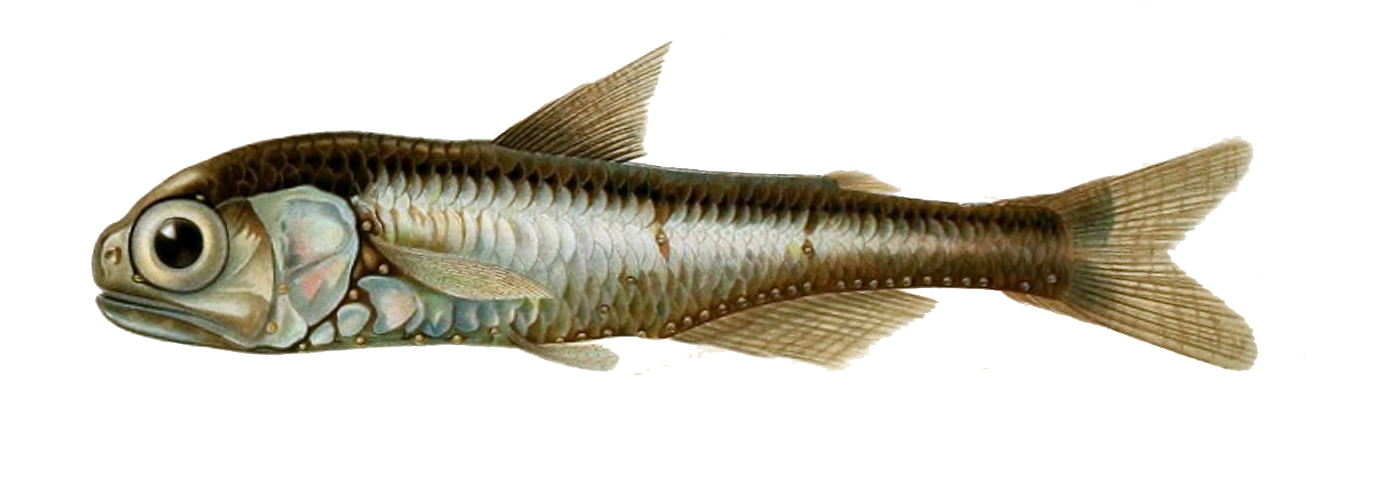
Schlankschwänziger Laternenfisch (Myctophum punctatum)

    - Myctophum aurolaternatum Garman, 1899
    - Myctophum brachygnathum Bleeker, 1856
    - Myctophum fissunovi Becker & Borodulina, 1971
    - Myctophum indicum Day, 1877
    - Myctophum lunatum Becker & Borodulina, 1978
    - Myctophum lychnobium Bolin, 1946
    - Myctophum nitidulum Garman, 1899
    - Myctophum obtusirostre Tåning, 1928
    - Myctophum ovcharovi Tsarin, 1993
    - Schlankschwänziger Laternenfisch (Myctophum punctatum) Rafinesque, 1810
    - Myctophum selenops Tåning, 1928

  - Gattung ProtomyctophumProtomyctophum subparallelum

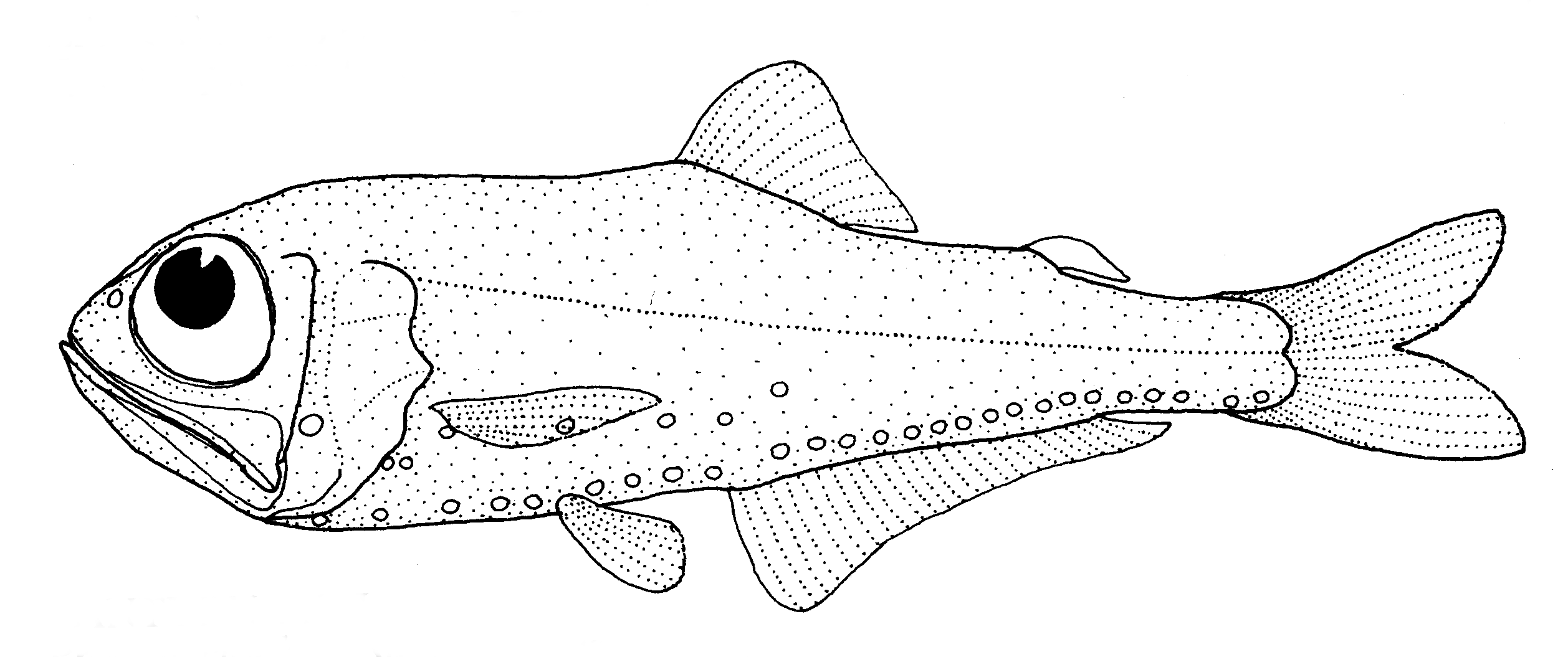
Protomyctophum subparallelum

    - Protomyctophum andriashevi Becker, 1963
    - Arktischer Laternenfisch (Protomyctophum arcticum) Lütken, 1892
    - Protomyctophum beckeri Wisner, 1971
    - Protomyctophum bolini Fraser-Brunner, 1949
    - Protomyctophum chilense Wisner, 1971
    - Protomyctophum choriodon Hulley, 1981
    - Protomyctophum crockeri Bolin, 1939
    - Protomyctophum gemmatum Hulley, 1981
    - Protomyctophum luciferum Hulley, 1981
    - Protomyctophum normani Tåning, 1932
    - Protomyctophum parallelum Lönnberg, 1905
    - Protomyctophum subparallelum Tåning, 1932
    - Protomyctophum tenisoni Norman, 1930
    - Protomyctophum thompsoni Chapman, 1944

  - Gattung SymbolophorusSymbolophorus evermanni

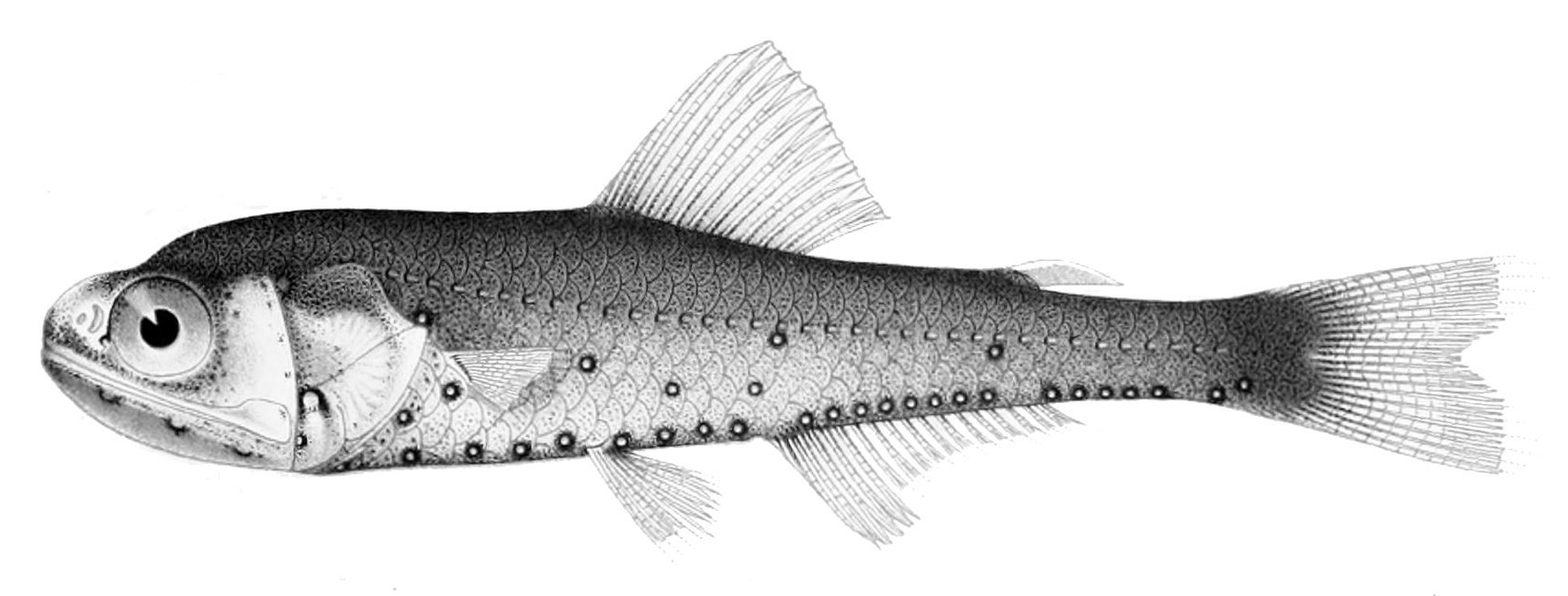
Symbolophorus evermanni

    - Symbolophorus barnardi Tåning, 1932
    - Symbolophorus boops Richardson, 1845
    - Symbolophorus californiensis Eigenmann & Eigenmann, 1889
    - Symbolophorus evermanni Gilbert, 1905
    - Symbolophorus kreffti Hulley, 1981
    - Symbolophorus reversus Gago & Ricord, 2005
    - Symbolophorus rufinus Tåning, 1928
    - Symbolophorus veranyi Moreau, 1888

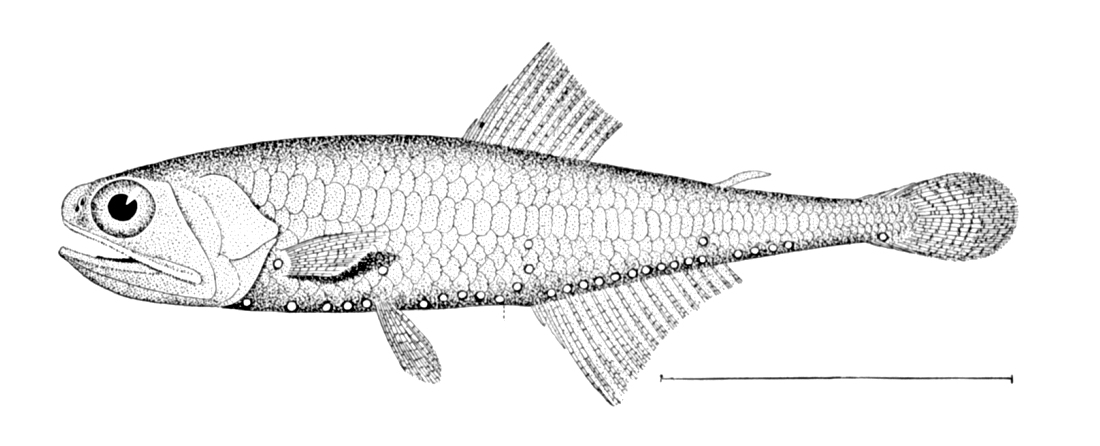
Tarletonbeania crenularis

  - Gattung TarletonbeaniaTarletonbeania crenularis
    - Tarletonbeania crenularis Jordan & Gilbert, 1880
    - Tarletonbeania taylori Mead, 1953